# ميدالية روبير شومان (كتلة حزب الشعب الأوروبي)
ميدالية روبير شومان التي يحمل اسم روبرت شومان يُمنح لعدة أشخاص سنويًا من قبل كتلة حزب الشعب الأوروبي في البرلمان الأوروبي منذ يوليو 1986 وذلك لتكريم الشخصيات العامة التي ساهمت بدفع قضية السلام وبناء أوروبا والقيم الإنسانية إلى الأمام وذلك بناءً على أنشطتها العامة والتزامها الشخصي.